# Bitwa pod Lubartowem (1863)
Bitwa pod Lubartowem – bitwa stoczona w nocy z 22 na 23 stycznia 1863 roku podczas powstania styczniowego. Była to jedna z pierwszych potyczek powstania.
Kilkuset świeżo zebranych i słabo uzbrojonych – głównie w kosy i okute drągi – powstańców, planowało uderzyć na garnizon rosyjski w Lubartowie oraz na przylegający do miasta Skrobów, gdzie znajdował się park artylerii.
Akcja w Skrobowie, której celem było zdobycie armat, nie udała się, a rosyjscy wartownicy zdołali uciec do Lubartowa i zaalarmować miejscowy garnizon. Wskutek tego, powstańcy stracili tak ważny dla nich moment zaskoczenia. Atak na miasto został odparty, a powstańcy, straciwszy kilku ludzi, wycofali się do okolicznych lasów.

## Literatura
- Mała Encyklopedia Wojskowa, Wydawnictwo Ministerstwa Obrony Narodowej, Warszawa 1967, Wydanie I, Tom 2
- J. Tomczyk, Lubartów w powstaniu styczniowym, [w:] Lubartów. Z dziejów miasta i regionu, red. S. Tworek, Lublin 1977, s. 281-288.
- W. Śladkowski, Lubartów i terytorium powiatu lubartowskiego w powstaniu styczniowym, [w:] Lubartów i Ziemia Lubartowska, Lubartów 2013, s. 43-55.